# Lionel von dem Knesebeck
Lionel Karl Bernhard Adolf Paridam von dem Knesebeck (* 20. Januar 1849 in München; † 15. Mai 1916 in Wildungen) war ein preußischer Oberstleutnant und Hofbeamter.

## Leben
Lionel von dem Knesebeck war ein Sohn des hannoverschen Generalleutnants, Gesandten und Schriftstellers Ernst von dem Knesebeck und dessen Ehefrau Agnes, geborene von Linsingen. 
Er studierte an der Rheinischen Friedrich-Wilhelms-Universität Bonn und wurde 1869 Mitglied des Corps Borussia Bonn. Er schlug die Offizierslaufbahn in der Preußischen Armee ein, wurde Generalstabsoffizier und avancierte zum Oberstleutnant. 
Zwei Jahre war er Hofchef bei Prinz Friedrich Karl von Hessen, dem späteren König von Finnland. Nach seiner Verabschiedung aus dem Dienst lebte er in Berlin und Stolp. Bodo Hugo Bernhard von dem Knesebeck war sein jüngerer Bruder, beide blieben unvermählt und ohne Nachfahren.